# Монаде Санта Луча (Империја)
Монаде Санта Луча је насеље у Италији у округу Империја, региону Лигурија.
Према процени из 2011. у насељу је живело 326 становника. Насеље се налази на надморској висини од 92 м.